# Traveller's Tale
|  | Denne artikel er oprettet af botten PalnaBot ud fra en ekstern database. Den kan derfor have sproglige fejl eller mangler. Denne skabelon kan fjernes efter kontrol af indholdet. |

Traveller's Tale er en rejsefilm fra 1994 instrueret af Lars Johansson efter manuskript af Lars Johansson.

## Handling
Alt, hvad jeg så, så jeg én gang og aldrig mere. Det er i virkeligheden så enkelt. Man forsvinder hele tiden, og man aner ikke, hvor det hele er på vej hen. En mand genkalder sig en rejse. En rejse, han foretog i begyndelsen af 1990'erne, et par år efter murens fald. En rejse, hvor to kvinder kom til at spille en rolle. En rejse fra Østersøen gennem det centrale Østeuropa: Polen, Slovakiet, Ungarn, Rumænien. I begyndelsen er erindringsstrømmen flimrende, kaotisk, men nogle videobånd fra rejsen dengang støtter hukommelsen, og der kommer en slags orden på fragmenterne. I erindringen rejser han igen.